# Сірополко Степан Онисимович
Сірополко Степан Онисимович (15 серпня 1872, Обичів — 25 лютого 1959, Прага) — український громадський діяч, педагог, книгознавець, бібліотекознавець та бібліограф.

## Біографія
Родом із села Обичів на Прилуччині. По закінченні Московського університету працівник народної освіти у Московській губернії, активіст в українській громаді в Москві, співредактор журналу «Украинская Жизнь».
З 1917 року працює в Україні, як керівник народного шкільництва у Києві, дорадник у справах освіти при Генеральному Секретаріаті.
З 1919 року працює заступником Міністра народної освіти НРУ і керує українським шкільництвом та бібліотечною справою; один з творців нового українського шкільництва і співробітник Петра Холодного в опрацюванні плану «єдиної школи».
На еміграції в Польщі, згодом у Празі — професор Українського високого педагогічного інституту ім. М. Драгоманова (1925 — 1932) і Українського технічно-господарського інституту в Подєбрадах, організатор і голова Українського товариства прихильників книги та редактор його органу «Книголюб», організатор і голова Українського педагогічного товариства в Празі, довголітній голова Союзу українських журналістів і письменників на чужині. Член Українського історично-філологічного товариства; почесний член товариства «Просвіта» у Львові.
21 лютого 1959 року –  помер у Празі. Похований на Ольшанському цвинтарі.

## Творчість
Праці і статті головним чином на педагогічні теми у фахових і загальних українських та закордонних журналах. Окремо вийшли:
- «Взірцевий каталог шкільної і народної бібліотеки» (1918)
- «Народні бібліотеки» (1919)
- «Завдання школи» (1919)
- «Короткий курс бібліотекознавства. Історія, теорія та практика» (1924)[3]
- «Школознавство» (1926)
- «Народна освіта на Сов. Україні» (1934)
- «Історія освіти на Україні» (1937)[4] та ін.

Також Степан Онисимович брав участь у написанні Збірника пам'яті С. Петлюри, до котрого увійшла його праця:
- «Освітня політика на Україні за часів Директорії» // Збірник пам'яти С. Петлюри (1879—1926). — Прага, 1930. — С. 166—172.